# Slinovce
Slinovce – wieś w Słowenii, w gminie Kostanjevica na Krki. W 2018 roku liczyła 38 mieszkańców.